# Ивановка (Липоводолинский район)
Ивановка (укр. Іванівка) — село, Яснопольщинский сельский совет, Липоводолинский район, Сумская область, Украина. Код КОАТУУ — 5923287404. Население по переписи 2001 года составляло 239 человек.
Найдена на трехверстовке Полтавской области. Военно-топографическая карта.1869 год

## Географическое положение
Село Ивановка находится на расстоянии до 2-х км от сёл Коцупиева Степь, Бугаевка, Грабщина и Яснопольщина. По селу протекает пересыхающий ручей с запрудой.

## История
- Вблизи села Ивановка обнаружено поселение периода неолита.